# María Victoria Canillas Sánchez
María Victoria Canillas Sánchez (Almería), coneguda pel nom encobert Mavi L.F., és una agent espanyola infiltrada pertanyent al Cos Nacional de Policia espanyol. Infiltrada sota la identitat falsa milità en diversos moviments socials de Madrid de l'entorn de l'ecologisme i centres socials.
Després d'haver sigut nomenada funcionària de la policia nacional espanyola el 9 de maig de 2022, la seva infiltració començà el 5 de novembre, quan es posà en contacte amb La Animosa per proposar la celebració d'un esdeveniment relacionat amb la justícia climàtica. Aquella proposta fou rebutjada per l'assemblea del centre social situat al barri madrileny d'Hortaleza, així que una setmana després Mavi començà a entrenar al Gimnàs Popular Hortaleza Fighters del projecte pertanyent al CSO La Animosa. Abans havia intentat entrar com a militant a diversos cercles de col·lectius de Madrid, entre els quals Extinction Rebellion i Futuro Vegetal, on no aportà massa coses i mantingué un perfil baix.
Tot i els recels aconseguí guanyar-se contactes i amistats al gimnàs de La Animosa, on sorprengué pels coneixements en esports de contacte, malgrat haver declarat que no n'havia practicat mai cap. Tampoc aconseguí aportar cap detall sobre el seu passat que es pogués demostrar cert, així que ben aviat s'activaren els protocols de seguretat respecte d'ella. I quan s'analitzaren les seves xarxes socials també veieren que no quadrava les fotos i noms. Així que després de la publicació a La Directa sobre el segon policia infiltrat en moviments socials a Barcelona l'agent encobert Daniel Hermoso Pérez, les sospites sobre María Victoria augmentaren i el comportament de María Victoria Camillas canvià, desapareixent el seu gran interès a establir amistats ràpidament. També començà a eliminar fotografies del seu perfil a Instagram fins a desaparèixer dels col·lectius i del gimnàs.
Extinction Rebellion publicà un manifest el 21 de març de 2023 en què denuncià la vulneració dels drets fonamentals com el dret d'associació per part de la policia nacional, i demanaren explicacions al llavors ministre de l'Interior Fernando Grande-Marlaska i també la derogació de la Llei mordassa al llavors govern de coalició espanyol de Partit Socialista Obrer Espanyol i Unidas Podemos.

## Agents de policia relacionats
- Maria Isern Torres
- Carlos Pérez Moreno
- Daniel Hermoso Pérez
- Ignacio José Enseñat Guerra
- Lucía Rodríguez de Ves
- Maria Isern Torres
- María Victoria Canillas Sánchez
- Ramón Muñoz Fernández
- Sergio Gigirey Amado
- Álvaro Gaztelu Alcaire